# (2785) Седов
(2785) Седов (лат. Sedov) — типичный астероид главного пояса, открыт 31 августа 1978 года советским астрономом Николаем Черных в Крымской астрофизической обсерватории и 17 февраля 1984 года назван в честь полярного исследователя Георгия Седова.

## Обнаружение и именование
(2785) Седов
Открыт 31 августа 1978 года в Научном Н. С. Черных.
Назван в память о знаменитом русском исследователе Арктики Георгии Яковлевиче Седове (1877—1914), погибшем во время экспедиции на Северный полюс.
Оригинальный текст (англ.)2785 Sedov
Discovered 1978-08-31 by Chernykh, N. at Nauchnyj.
Named in memory of Georgij Yakovlevich Sedov (1877—1914), celebrated Russian Arctic explorer who perished on an expedition to the North Pole.
Источники: DISCOVERY.DB; M.P.C. 8543.

## Орбита

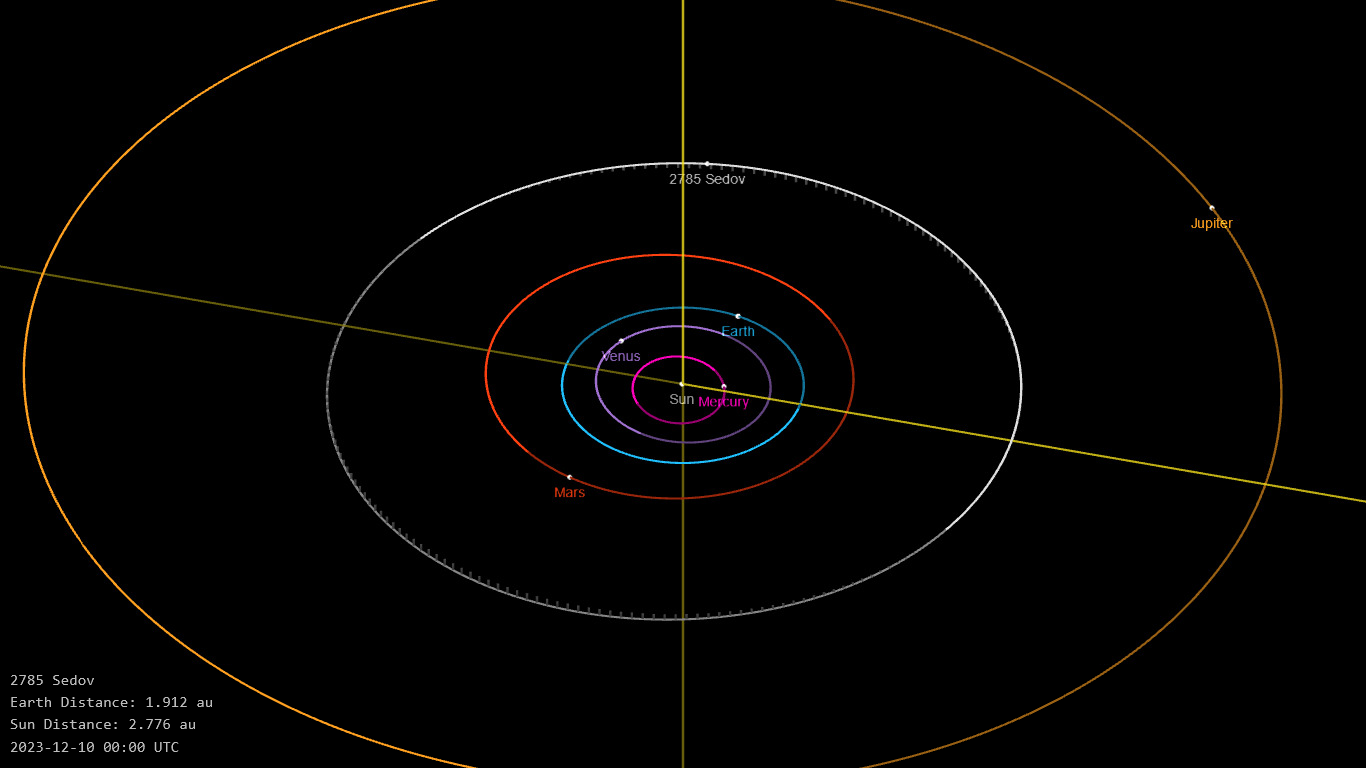
Орбита астероида Седов и его положение в Солнечной системе

## Физические характеристики
Из наблюдений системы Asteroid Terrestrial-impact Last Alert System следует, что астероид относится к таксономическому классу S.
По результатам наблюдений в видимом и ближнем инфракрасном диапазоне космического телескопа NEOWISE диаметр астероида оценивался равным 9,438±0,119 км. Согласно тем же источникам альбедо оценивается как 0,2614±0,0426 и 0,261±0,043.